# NGC 5384
NGC 5384 est une vaste galaxie lenticulaire située dans la constellation de la Vierge. Sa vitesse par rapport au fond diffus cosmologique est de 5 363 ± 19 km/s, ce qui correspond à une distance de Hubble de 79,1 ± 5,5 Mpc (∼258 millions d'al). NGC 5384 a été découvert par l'astronome  allemand Albert Marth en 1864.
Selon la base de données Simbad, NGC 5384 est une galaxie LINER, c'est-à-dire une galaxie dont le noyau présente un spectre d'émission caractérisé par de larges raies d'atomes faiblement ionisés.

## Groupe de NGC 5374
Selon A.M. Garcia, la galaxie NGC 5384 fait partie du groupe de NGC 5374. Ce groupe de galaxies compte au moins huit membres. Les autres galaxies du groupe sont NGC 5374, NGC 5382, NGC 5386, NGC 5417, NGC 5418, NGC 5434 et UGC 8906.
D'autre part, Abraham Mahtessian mentionne aussi ce groupe, mais il ne contient que trois galaxies, soit NGC 5374, NGC 5382 et NGC 5386.